# Internazionali BNL d’Italia 2010
Die Internazionali BNL d’Italia 2010 waren ein Tennisturnier der WTA Tour 2010 für Damen und ein Tennisturnier der ATP World Tour 2010 für Herren in Rom. Das Herrenturnier fand vom 24. April bis 2. Mai 2010 und das Damenturnier vom 3. bis 9. Mai 2010 statt.
Titelverteidiger im Einzel war Rafael Nadal bei den Herren sowie Dinara Safina bei den Damen. Im Herrendoppel war die Paarung Daniel Nestor und Nenad Zimonjić, im Damendoppel die Paarung Su-Wei Hsieh und Shuai Peng Titelverteidiger.

## Herrenturnier
→ Qualifikation: Internazionali BNL d’Italia 2010/Herren/Qualifikation

## Damenturnier
→ Qualifikation: Internazionali BNL d’Italia 2010/Damen/Qualifikation